# ظهر السرج
ظهر السرج هو جزء من العظم الوتدي في الجمجمة.
في العظم الوتدي، تكتمل الحدود الأمامية للسرج التركي بناتئين صغيرين، يسمى كل منهما بالناتئ السريري الأوسط ويوجد واحد منهما على كل جانب. أما الحدود الخلفية فهي ظهر السرج وتكون على شكل صفيحة عظمية مربعة، تنتهي زواياها العليا بدرنتين هما بالناتئان السريريان الخلفيان.

## صور إضافية

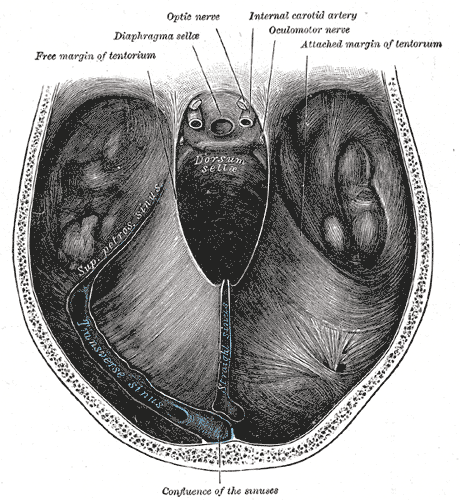
خيمة المخيخ من الأعلى.
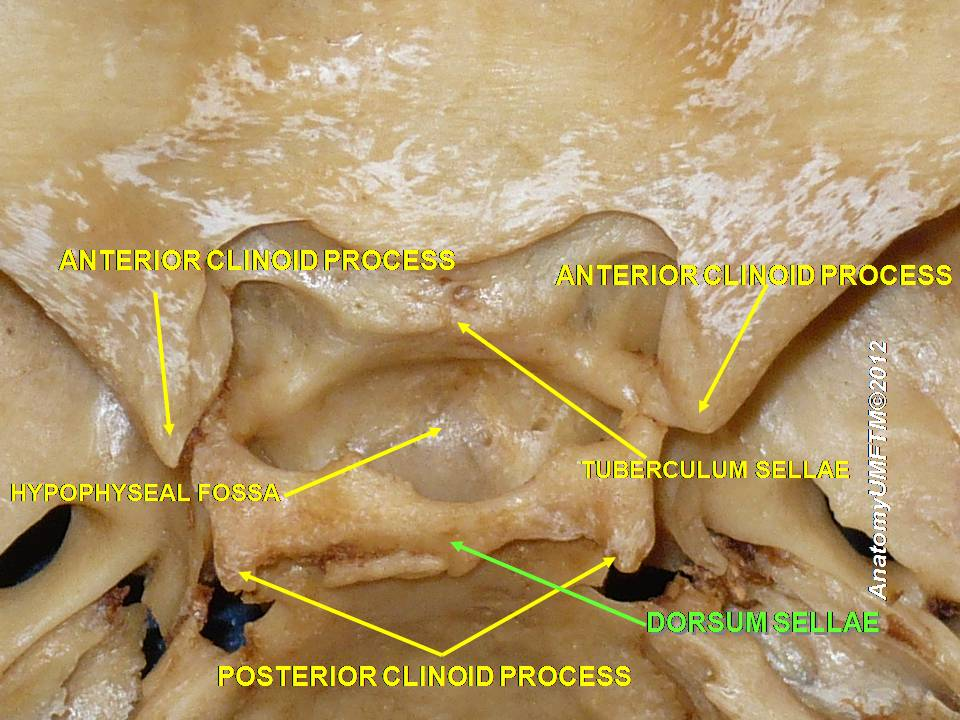
ظهر السرج